# Running Antelope
Running Antelope, également connu sous le nom de Tȟatȟóka Íŋyaŋke en lakota, né vers 1821 dans la Dakota du Sud et mort vers 1896, fut un chef éminent des Húŋkpapȟa à partir de 1851. Célèbre pour sa bravoure au combat ainsi que ses talents d'orateur et de diplomate, il fut l'un des quatre chefs principaux des Húŋkpapȟa qui agirent en tant que conseillers proches de Sitting Bull lors des guerres indiennes des Grandes Plaines.
Sa conviction selon laquelle le compromis avec les colons blancs était dans l'intérêt supérieur de son peuple le conduisit à s'éloigner progressivement de Sitting Bull. Il demeure à ce jour le seul Amérindien représenté sur un billet de banque des États-Unis, bien que l'image le représentant sur le billet de 5 dollars de la série 1899, portant une coiffe pawnee à défaut de celle des Sioux, ait suscité la controverse en raison des contraintes techniques de gravure.

## Jeunesse
Lorsque Running Antelope est né en 1821 près de la rivière Grand, dans le Dakota du Sud, il y avait peu d'hommes blancs dans la région. En conséquence, il grandit dans le respect des traditions ancestrales de son peuple. Il apprit à chevaucher et à chasser. Plus tard, il participa à des expéditions de vols de chevaux et à des combats sporadiques. Il fut initié au sein de sociétés secrètes.  Lorsqu'il atteint l'âge adulte, les choses avaient changé. Les Blancs étaient plus nombreux et les Amérindiens obligés de s'adapter aux nouvelles conditions de vie. Beaucoup de Sioux prirent alors les armes et se perfectionnèrent dans l'art de la guerre. Les Hunkpapas, une des plus petites bandes des Tetons, devinrent alors l'une des plus fortes. Running Antelope fut cependant l’un des premiers Hunkpapas à renoncer au sentier de la guerre et à pactiser avec les Blancs. Running Antelope, dans ses premières années, était étroitement allié à Sitting Bull, qui était de onze ans son cadet. Running Antelope occupait une place importante comme chef de clan chez les Lakotas.

## Chef Hunkpapa
En 1851, Running Antelope est élu en tant que l'un des quatre « porteurs de chemise » des Hunkpapas. Un « porteur de chemise » servait d'intermédiaire entre le conseil et les chefs akíčhita qui dirigeaient la politique et prenaient les décisions tribales. C'était un guerrier courageux et un diplomate accompli. Un grand conseil sioux fut appelé à Fort Laramie et Fort Rice en 1868. Running Antelope signa alors le traité de 1868 à Fort Rice. On a souvent dit que Running Antelope était le plus grand orateur de la nation sioux. Il assista aux conseils pour la rédaction des traités de Fort Laramie, Fort Rice et Fort Peck. Sous l'influence de James McLaughlin (en), il devint un puissant chef du peuple Hunkpapa de la réserve de la Grand River Agency. Il fut inscrit en 1868 à la Grand River Agency, qui fit ensuite partie de la réserve de Standing Rock dans les Dakota du Nord et Dakota du Sud. Après la période d'installation, Running Antelope établit une colonie d’une soixantaine de familles dans la vallée de Grand River et ouvrit un commerce. Au cours de ses dernières années, il regretta d'avoir signé le traité de 1868 et attendait avec impatience le temps où les Lakotas seraient de nouveau libres et en paix avec Sitting Bull. Vers la fin de 1880, les partisans de Sitting Bull commencent à revenir d'exil au Canada et au printemps de 1881, Running Antelope est enrôlé comme éclaireur dans l'armée pour se rendre à Fort Buford afin d'escorter Gall et ses partisans à Standing Rock. 

## Dernière chasse au bison
Il fut choisi pour diriger la dernière grande chasse aux bisons sioux en juin 1882. Un grand troupeau avait été aperçu à une centaine de kilomètres à l'ouest de Fort Yates, et une chasse de 2 000 hommes, femmes et enfants quitta le fort le 10 juin. Le lendemain matin, environ 50 000 bisons furent aperçus et la chasse commença. Environ 2 000 bisons furent tuées le premier jour et tous les participants rejoignent les lieux pour commencer le dépeçage. Le lendemain, 3 000 autres bisons furent tuées et le campement fut installé près d'une crique pour préparer la viande et le pemmican. Comme d'habitude quand la viande était abondante, la vie du camp amérindien donnait lieu à un festin. 

## Plus tard

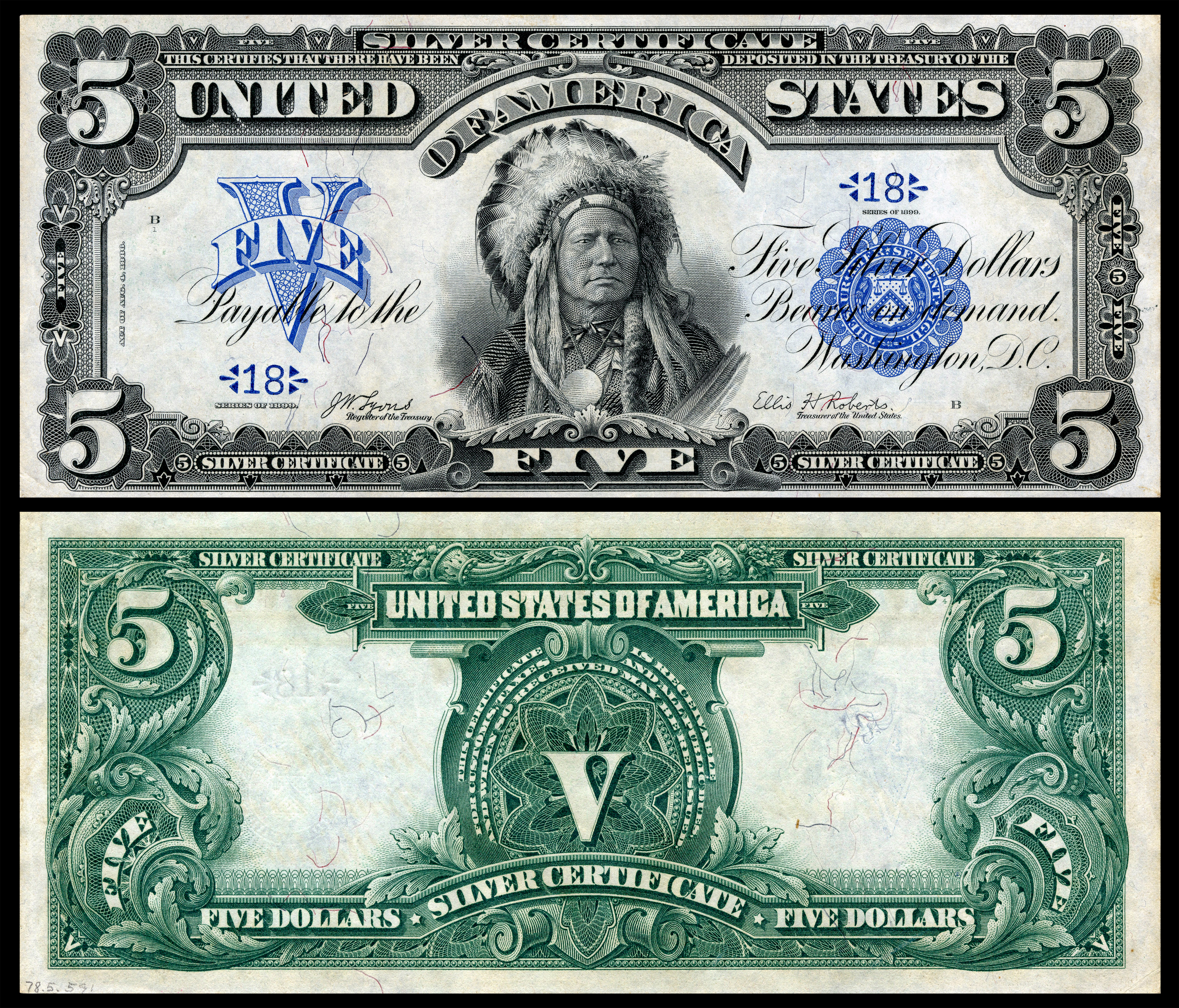
Running Antelope représenté sur le Silver Certificate de 5 dollars de 1899.

En 1899, Running Antelope fut représenté sur le Silver Certificate de cinq dollars. Il est décédé entre le 30 juin 1896 et le 30 juin 1897. Il est enterré au cimetière de Long Hill, à l'est de Little Eagle, Dakota du Sud. 
Sur la liste des foyers de Standing Rock de 1885, il avait dix tentes et 42 personnes à sa charge : Wahacanka Sapa (Bouclier noir), Mato luta (ours rouge), Edwin Phelps Aknan Iyanke (Il court dessus), Mato Hotanka (ours à voix forte), Rlaya Wakua (Chase Rattling), Winkta Yuza (mariée à Hermaphrodite), Cante Witko (cœur fou), Pte San Waste Win (Jolie vache grise), Tatanka He Ksa (taureau à la corne brisée). 